# Colegialidad en la Iglesia católica
En la Iglesia católica, la colegialidad se refiere a que "el Papa gobierna la Iglesia en colaboración con los obispos de las Iglesias locales, respetando su debida autonomía" En la Iglesia primitiva, los papas ejercían a veces la autoridad moral más que el poder administrativo, y esa autoridad no se ejercía con demasiada frecuencia; las Iglesias regionales elegían a sus propios obispos, resolvían las disputas en sínodos locales y sólo sentían la necesidad de apelar al Papa en circunstancias especiales..

## Desarrollo histórico
Durante los siglos XI y XII, el papado acumuló un poder considerable, ya que los reformadores monásticos lo veían como una forma de contrarrestar a los obispos corruptos, mientras que los obispos lo veían como un aliado contra la injerencia de los gobernantes seculares. Ya en el siglo XIV se había desarrollado una oposición a esta centralización de la autoridad papal, y el obispo Guillaume Durand propuso en el Concilio de Vienne que se reforzaran las jerarquías locales y los sínodos regionales. Esta oposición a la centralización se puso a prueba cuando un grupo de cardenales, aliados con gobernantes seculares, convocaron un concilio para resolver el Gran Cisma de la Iglesia Occidental (1378 - 1417), en el que varios rivales habían reclamado ser papa. Los concilios de Pisa y Constanza reclamaron la autoridad para juzgar a los papas, depusieron a varios pretendientes y eligieron al papa Martín V. El Concilio de Constanza también afirmó que todos los cristianos, incluido el Papa, estaban obligados a obedecer a los concilios "en cuestiones relativas a la fe, el fin del cisma y la reforma de la Iglesia." Esta pretensión duró poco y el movimiento conciliar pronto perdió fuelle.
El siglo XIX y principios del XX, un periodo que algunos historiadores de la Iglesia han llamado el "largo siglo XIX", fue testigo de una mayor consolidación de la autoridad papal. En 1870, el Concilio Vaticano I decretó la infalibilidad de las enseñanzas del Papa, aunque durante el concilio el cardenal Filippo Maria Guidi, O.P., de Bolonia objetó que el Papa enseña en consulta con otros obispos. Otra adición al poder papal tuvo lugar en 1917, con la publicación del a Código de Derecho Canónico que otorgaba al papa el poder universal de nombrar obispos, ignorando el principio tradicional de la libre elección de obispos. Este sistema de nombramientos, unido a las modernas comunicaciones y al sistema de nuncios papales que podían anular las decisiones locales, redujo el poder de los obispos y convirtió a los papas en los "últimos monarcas absolutos."

## Desde el Vaticano II a 2013
Los obispos que se oponían a esta reciente consolidación de la autoridad papal propusieron en el Concilio Vaticano II utilizar el modelo colegial tradicional para limitar las tendencias centralizadoras de la Curia romana; a diferencia del conciliaristas, que habían mantenido que un concilio ecuménico era superior al papa, los defensores de la colegialidad propusieron que los obispos sólo actuaran con y bajo el papa (cum et sub Petro). La colegialidad se convirtió en uno de los principales elementos de la agenda reformista y uno de los principales puntos de conflicto con la minoría tradicionalista del Concilio. Los reformadores no vieron en ello un menoscabo de la tradición eclesiástica, sino una vuelta a la práctica original de Pedro y el colegio de los Apóstoles. La minoría tradicionalista, sin embargo, se opuso a la colegialidad por considerar que socavaba la autoridad del Papa y cambiaba la Iglesia de "monárquica a 'episcopaliana' y colegial". En 1964, la Constitución dogmática sobre la Iglesia, Lumen gentium, estableció el principio general de que los obispos formaban un colegio, que sucede y da continuidad al colegio de los apóstoles. Al año siguiente, el Papa Pablo VI publicó una carta por iniciativa propia, Apostolica Sollicitudo, que estableció el sínodo de los obispos, mientras que el Decreto del Concilio sobre el oficio pastoral de los obispos, Christus Dominus, estableció normas generales para las conferencias nacionales y regionales de obispos, instando a su formación allí donde aún no existían.
Desde el Concilio Vaticano II ha habido un debate permanente sobre la autoridad de las conferencias episcopales entre los defensores de la centralización de la autoridad en el Vaticano, que restan importancia a las conferencias episcopales, y los partidarios de la descentralización, que subrayan su importancia.  En 1998, el Papa Juan Pablo II publicó un motu proprio Sobre la naturaleza teológica y jurídica de las conferencias episcopales (Apostolos suos), que ha sido descrito como "probablemente el documento papal postconciliar más importante sobre la colegialidad episcopal". Afirmó que las declaraciones de dichas conferencias "constituyen auténtico magisterio" cuando son aprobadas por unanimidad por la conferencia; de lo contrario, la mayoría de la conferencia debe buscar "la recognitio de la Sede Apostólica", que no recibirán si la mayoría "no es sustancial".

## Papa Francisco
Desde el inicio de su papado el papa Francisco, que había sido elegido dos veces jefe de la Conferencia Episcopal Argentina, ha abogado por aumentar el papel de la colegialidad y la sinodalidad en el desarrollo de las enseñanzas de la Iglesia. Puso en práctica esta preocupación cuando instó al Sínodo de los Obispos a hablar con parrhesia ("audacia") y sin miedo, a diferencia de lo que ocurría en sínodos anteriores, en los que los funcionarios de la curia descartaban la discusión de temas polémicos. Otro ejemplo es el grado sin precedentes en que se basó en los documentos de quince conferencias episcopales nacionales y dos grandes conferencias regionales de América Latina y Asia para su encíclica sobre el medio ambiente, Laudato si'. El Consejo de Cardenales examinó los temas de la sinodalidad y la "sana descentralización" de la Iglesia durante su reunión de febrero de 2016.
En septiembre de 2017, el papa Francisco emitió un motu proprio, Magnum principium, en el que modificaba el Código de Derecho Canónico de 1983 para aumentar la responsabilidad de las Conferencias nacionales de obispos en las traducciones litúrgicas. El cambio ha sido descrito "como uno de los movimientos más fuertes del Papa Francisco hasta ahora en términos de fomentar una mayor colegialidad en la Iglesia Católica."
En septiembre de 2018 por la constitución apostólica Episcopalis communio, Francisco introdujo un proceso más directo por el que un documento sinodal final pasa a formar parte del magisterio de la Iglesia con sólo recibir la aprobación papal. La nueva constitución también prevé que los laicos envíen sus contribuciones directamente al secretario general del sínodo.